# Театры Екатеринбурга
Екатеринбург — крупнейший театральный центр России, по количеству театров занимает третье место среди городов после Москвы и Санкт-Петербурга. По информации Министерства культуры Свердловской области в настоящее время в городе действуют около 20 профессиональных театров (фактически — больше), 6 из которых — муниципальные. Многие театральные коллективы города известны не только в России, но и за рубежом.
Благоприятное влияние на театральную жизнь города оказали эвакуированные в Свердловск в годы Великой Отечественной войны МХАТ и Центральный театр Советской Армии, а также собственный Екатеринбургский государственный театральный институт.

## Действующие профессиональные
| Название театра / театральной труппы | Год создания | Официальная страница     | Изображение |
| --- | ------------ | ------------------------ | ----------- |
| Екатеринбургский государственный академический театр оперы и балета — один из старейших оперных театров России, первый сезон открыл в 1912 году; в разное время здесь работали выдающиеся мастера ставшие впоследствии знаменитыми: Сергей Лемешев, Иван Козловский, Ирина Архипова. Дважды удостаивался государственной премии СССР | 1912         | www.uralopera.ru         |             |
| Екатеринбургский муниципальный театр юного зрителя — в репертуаре театра спектакли для всех возрастных групп, коллектив театра успешно гастролирует во многих странах | 1930         | www.uraltuz.ru           |             |
| Свердловский государственный академический театр драмы — один из крупнейших театров города, в современном здании — с 1990 года. С 1977 года имеет статус академического | 1930         | www.uraldrama.ru         |             |
| Екатеринбургский муниципальный театр кукол — с 1964 года имеет отдельное стационарное помещение. Каждые два года проводит международный фестиваль театров кукол «Петрушка Великий» | 1932         | www.uralkukla.ru         |             |
| Свердловский академический театр музыкальной комедии — один из самых популярных театров в городе, основанный в 1933 году, в 1986 году получил звание академического. Награждён Орденом трудового красного знамени (1983), 9-кратный обладатель национальной театральной премии «Золотая маска»                                       | 1933         | www.muzkom.net           |             |
| Уральская консерватория имени М. П. Мусоргского | 1934         | www.uralconsv.org        |             |
| Свердловская государственная академическая филармония | 1936         | www.filarmonia.e-burg.ru |             |
| Народный студенческий театр «Старый дом» (УрФУ, бывший УГТУ-УПИ) | 1966         | www.teatrstdom.ru        |             |
| Театр балета «Сказка» (ЦК «Урал») | 1969         | www.ckural.ru            |             |
| Свердловская детская филармония — первая детская филармония в СССР | 1979         | www.sgdf.ru              |             |
| Екатеринбургский цирк имени В. И. Филатова | 1980         | www.circusekb.ru         |             |
| Учебный театр Екатеринбургского государственного театрального института (ЕГТИ) — расположенный в отдельном здании в центре города, с октября по май представляет спектакли студентов института | 1985         | www.egti.ru              |             |
| Екатеринбургский драматический театр «Волхонка» — труппа полностью состоит из воспитанников уральской театральной школы | 1986         | www.волхонкаекб.рф       |             |
| Малый драматический театр «Театрон» — обладатель гран-при Международного фестиваля «Молодые театры России» в 2002 году | 1987         | www.teatron.pro          |             |
| Дом актёра | 1988         | www.domaktera.ru         |             |
| Муниципальный театр балета «Щелкунчик» — театр детского балета, с 2008 года располагается в новом здании, построенном на месте бывшего кинотеатра «Мир» | 1988         | www.mtb.yard.ru          |             |
| Театр «Провинциальные танцы» (МБУ «Екатеринбургский театр современной хореографии») — коллектив современного танца, созданный хореографом Татьяной Багановой | 1990         | www.dance-theatre.ru     |             |
| Екатеринбургский цыганский театр «Сердца Ромэн» Любови Жемчужной | 1991         | www.hromen.ru            |             |
| Театр романса Музыкального общества Свердловской области | 1993         | www.music-oso.narod.ru   |             |
| Уральский государственный театр эстрады — основан указом губернатора Свердловской области Э. Э. Росселя, является единственным театром подобного направления за пределами Москвы и Санкт-Петербурга | 1996         | www.teatrestrady-ekb.ru  |             |
| Камерный театр Объединённого музея писателей Урала — открыт в собственном здании в литературном квартале к 275-летию Екатеринбурга. Уникальный по акустическим параметрам зрительный зал на 157 мест выполнен в форме амфитеатра | 1998         | www.ompu.ur.ru           |             |
| Православный театр «Лаборатория драматического искусства имени М. А. Чехова» (Театр Чехова) | 1998         | театрчехова.рф           |             |
| Театр для детей «Сказка» | 1999         | www.skazka-ekb.ru        |             |
| «Коляда-театр» — частный драматический театр, художественным руководителем и режиссёром которого является драматург Николай Коляда | 2001         | www.kolyada-theatre.ru   |             |
| Театр «Шарманка» — частный театр, руководителем и режиссёром которого является Лариса Абашева | 2003         | www.teatrsharmanka.ru    |             |
| Детский театр «Алиса» | 2005         | www.teatr-alisa.ru       |             |
| Центр Современной драматургии — театральная площадка для экспериментов молодых драматургов, режиссёров и актёров | 2009         | www.uralcsd.ru           |             |
| Театр кукол «ФиМ» (Философия Марионетки) Андрея Ефимова | 2013         |                          |             |
| Передвижной камерный музыкальный театр «Живой театр» (Студия Александра Пантыкина) | 2014         | www.j-teatr.ru           |             |
| Театр «Жёлтый квадрат» — частный независимый театр | 2015         | www.yellowkvadrat.ru     |             |
| Новый художественный театр «ТургеневЪ» | 2016         | www.turgenevteatr.ru     |             |
| Екатеринбургский музыкально-драматический театр «Сцена» | 2017         | www.театрсцена.рф        |             |
| Независимый театр «ТУТ» («Текст. Урал. Театр») — частный театральный коллектив. Команда драматургов, режиссёров и актёров представляют пьесы Уральской школы драматургии | 2019         |                          |             |

## Действующие любительские
| Название театра / театральной труппы | Год создания | Официальная страница                 | Изображение |
| --- | ------------ | ------------------------------------ | ----------- |
| Народный театр драмы ДКЖ имени Г. Е. Гецова (ДК железнодорожников) — любительский театр, основан в 1917 году. В марте 2000 года театру присваивоили звание «Народный театр драмы имени народного артиста России Григория Ефимовича Гецова» | 1917         | www.rzdrama.ru                       |             |
| Детский театр имени Л. К. Диковского | 1937         | www.gifted.ru                        |             |
| Народный студенческий театр «Старый дом» (УрФУ, бывший УГТУ-УПИ) | 1966         | www.teatrstdom.ru                    |             |
| Театр балета «Сказка» (ЦК «Урал») | 1969         | www.ckural.ru                        |             |
| Детско-подростковый театр «Зеркало» | 1995         |                                      |             |
| Студенческий театр «Жест» (бывш. «Камерная Сцена») (УИУ РАНХиГС) | 1997         |                                      |             |
| Театр-студия современного актёра «Афалина» | 1998         | www.afalinadance.ru                  |             |
| Лингвистический театр «Лингва-Т» (УрФУ) | 2001         | www.lingua-t.com                     |             |
| Молодёжный театр-студия «Галёрка» | 2001         | www.galerka.net                      |             |
| Музыкально-драматический театр инвалидов «ТВИН» | 2001         | www.ooiekburg.narod.ru               |             |
| Открытый студийный театр (О. С. Т.) | 2002         | www.ost-teatr.ru                     |             |
| Экспериментальный театр «Бждын» (ЦК «Орджоникидзевский») | 2003         |                                      |             |
| Молодёжный народный театр «Игра» (ЦК «Эльмаш») | 2004         |                                      |             |
| Проектное бюро «ТанцТрест» (Екатеринбургский центр современного искусства) | 2005         |                                      |             |
| Театр спонтанной импровизации «НА ВЕСУ» Михаила Пайкина | 2005         | www.teatrnavesu.ru                   |             |
| Екатеринбургский детский ледовый театр-студия (КРК «Уралец») | 2007         |                                      |             |
| Молодёжный театр «АПрель» | 2008         |                                      |             |
| Детский театр эстрады | 2010         | www.dte-ekb.ru                       |             |
| Музыкальный театр-студия «МаSка» (ЦК «Орджоникидзевский») | 2010         |                                      |             |
| Театр «Фабрика» | 2017         |                                      |             |
| Театр теней «Старинный фонарь», независимый частный театр Александры Шараповой | 2017         | http://teatrtenej.ru/                |             |
| Молодёжный театр «Подмостки» — частная театральная труппа | 2018         | http://theaterpodmostki.ru/oftheater |             |
| Детский театр «Кукольный электронно-механический театр» (ТГ «Дирижабль») | …            |                                      |             |
| Учебный театр кукол Православной школы «Сирин» | …            |                                      |             |
| Студия современной хореографии (МБУ «Екатеринбургский театр современной хореографии») | …            | www.dance-theatre.ru                 |             |

Примечание: Молодёжный народный театр «Игра» организован на базе ДЮК «Игра» МБОУ ДОД ЦДЮ «Созвездие» в 2004 году. Коллектив является преемником школьного театра «Игра» МБОУ СОШ № 22, основанного в 1952 году.

## Закрывшиеся театры / театральные труппы
По году закрытия:
| Название театра /театральной труппы (торговая марка)                                                                               | Годы работы |
| --- | ----------- |
| Городской театр (первый городской театр, располагался в здании, где ныне находится кинотеатр «Колизей»)                            | 1843—1912   |
| Екатеринбургский театр-студия «Перекрёсток» (располагался в здании Дворца молодёжи)                                                | 1976—2003   |
| Музыкальный театр для детей и юношества «Витамин»                                                                                  | 1995—2012   |
| Театр танца (танцевальная команда) «Киплинг»                                                                                       | 1994—2015   |
| Балетная труппа «ТанцТеатр» (создатель - Олег Петров, в последние годы входила в "Инновационный культурный центр" (www.ikc66.ru/)) | 1990—2025   |

## Типы театров

### Кукольные
По году основания:
- Екатеринбургский муниципальный театр кукол, 1932 год
- Театр кукол «ФиМ», 2013 год
- Учебный театр кукол Православной школы «Сирин», … год
- Театр теней «Старинный фонарь», 2017 год

### Музыкальные, вокальные
По году основания:
- Екатеринбургский государственный академический театр оперы и балета, 1912 год
- Свердловский государственный академический театр музыкальной комедии, 1933 год
- Уральская государственная консерватория им. М. П. Мусоргского, 1934 год
- Свердловская государственная академическая филармония, 1936
- Свердловская государственная детская филармония, 1979
- Екатеринбургский цыганский театр «Сердца Ромэн» Любови Жемчужной, 1991
- Театр романса Музыкального общества Свердловской области, 1993
- Уральский государственный театр эстрады, 1996 год
- Музыкально-драматический театр инвалидов «ТВИН», 2001 год
- Театр «Шарманка», 2003 год
- Музыкальный театр-студия «МаSка», 2010 год
- Детский театр эстрады, 2010 год
- Передвижной камерный музыкальный театр «Живой театр» (Студия Александра Пантыкина), 2014 год
- Екатеринбургский музыкально-драматический театр «Сцена», 2017 год

### Эстрадно-цирковые
По году основания:
- Екатеринбургский цирк имени В. И. Филатова, 1980 год
- Екатеринбургский цыганский театр «Сердца Ромэн» Любови Жемчужной, 1991
- Театр романса Музыкального общества Свердловской области, 1993
- Уральский государственный театр эстрады, 1996 год
- Детский театр эстрады, 2010 год
- Театр «Bambini», … год

### Хореографические (танец, балет, фигурное катание и т. д.)
По году основания:
- Екатеринбургский государственный академический театр оперы и балета, 1912 год
- Театр балета «Сказка» (Центр культуры «Урал»), 1969 год
- Муниципальный театр балета «Щелкунчик», 1988 год
- Театр «Провинциальные танцы» (МБУ «Екатеринбургский театр современной хореографии»), 1990 год
- Балетная труппа «ТанцТеатр», 1990-2025 гг.
- Театр-студия современного танца «Афалина», 1998 год
- Проектное бюро «Танцтрест» (Екатеринбургский центр современного искусства), 2005 год
- Екатеринбургский детский ледовый театр-студия, 2007 год
- Студия современной хореографии (МБУ «Екатеринбургский театр современной хореографии»), … год

### Театры, ориентированные на детей
По году основания:
- Екатеринбургский муниципальный театр юного зрителя, 1930 год
- Екатеринбургский муниципальный театр кукол, 1932 год
- Свердловская государственная детская филармония, 1979 год
- Детско-подростковый театр «Зеркало», 1995 год
- Театр для детей «Сказка», 1999 год
- Театр «Шарманка», 2003 год
- Детский театр «Алиса», 2005 год
- Екатеринбургский детский ледовый театр-студия, 2007 год
- Детский театр эстрады, 2010 год
- Театр кукол «ФиМ», 2013 год
- Передвижной камерный музыкальный театр «Живой театр» (Студия Александра Пантыкина), 2014 год
- Театр «Жёлтый квадрат», … год
- Театр «Bambini», … год
- Детский театр «Кукольный электронно-механический театр», … год
- Учебный театр кукол Православной школы «Сирин», … год

### Детские (артисты — дети)
По году основания:
- Детский театр им. Л. К. Диковского, 1937 год
- Театр балета «Сказка», 1969 год
- Свердловская государственная детская филармония, 1979 год
- Детско-подростковый театр «Зеркало», 1995 год
- Экспериментальный молодёжный театр «Бждын», 2003 год
- Екатеринбургский детский ледовый театр-студия, 2007 год
- Детский театр эстрады, 2010 год
- Театральная студия «Молодёжка», 2012 год

### Молодёжные
По году основания:
- Уральская государственная консерватория им. М. П. Мусоргского, 1934 год
- Народный студенческий театр «Старый дом», 1966
- Учебный театр Екатеринбургского государственного театрального института, 1985 год
- Студенческий театр «Жест» (бывш. «Камерная Сцена»), 1997 год
- Молодёжный театр-студия «Галёрка», 2001 год
- Лингвистический театр «Лингва-Т», 2001 год
- Экспериментальный молодёжный театр «Бждын», 2003 год
- Молодёжный народный театр «Игра», 2004 год
- Молодёжный театр «АПрель», 2008 год
- Молодежный театр «Подмостки», 2018 год

### Студенческие и учебные театры
По году основания:
- Уральская государственная консерватория им. М. П. Мусоргского, 1934 год
- Народный студенческий театр «Старый дом» (УрФУ, бывший УГТУ-УПИ), 1966 год
- Учебный театр Екатеринбургского государственного театрального института (ЕГТИ), 1985 год
- Студенческий театр «Жест» (бывш. «Камерная Сцена») (УИУ РАНХиГС), 1997 год
- Лингвистический театр «Лингва-Т» (УрФУ), 2001 год
- Учебный театр кукол Православной школы «Сирин», … год
- Музыкальный театр «Верона» (УрФУ), 2012 год

### Театры-студии
По году основания:
- Театр-студия современного танца «Афалина», 1998 год
- Молодёжный театр-студия «Галёрка», 2001 год
- Открытый студийный театр (О. С. Т.), 2002 год
- Екатеринбургский детский ледовый театр-студия, 2007 год
- Музыкальный театр-студия «МаSка», 2010 год
- Театр «Жёлтый квадрат», … год
- Театр «Bambini», … год
- Студия современной хореографии (МБУ «Екатеринбургский театр современной хореографии»), … год
- Театральная студия «Молодёжка», 2012 год

### Экспериментальные театры
По году основания:
- Экспериментальный драматический Театр номер три (Театр № 3), 1997 год
- Лингвистический театр «Лингва-Т», 2001 год
- Открытый студийный театр (О. С. Т.), 2002 год
- Экспериментальный молодёжный театр «Бждын», 2003 год
- Театр спонтанной импровизации «НА ВЕСУ» Михаила Пайкина, … год